# Fascinator
En fascinator er en hovedprydelse i form af en slags pyntehat. Oprindeligt var der tale om en slags let dække af hovedet. Siden 1990'erne har det været betegnelsen for en formel hovedbeklædning, der bæres som et alternativ til en hat. Der er normalt tale om en stor, dekorativ slags pynt, der holdes fast med et bånd eller en clip. Til tider er fascinatorens base af form som en miniaturehat, i hvilket tilfælde den betegnes som en hatinator.